# Ordtrachia septentrionalis
Ordtrachia septentrionalis é uma espécie de gastrópode  da família Camaenidae.
É endémica da Austrália.